# Puck van Heel
Puck van Heel (Rotterdam, 1904. január 21. – Rotterdam, 1984. december 19.), holland válogatott labdarúgó.
A holland válogatott tagjaként részt vett az 1928. évi nyári olimpiai játékokon, illetve az 1934-es és az 1938-as világbajnokságon.

## Sikerei, díjai
Feijenoord
- Holland bajnok (5): 1923-24, 1927-28, 1935-36, 1937-38, 1939-40
- Holland kupagyőztes (2): 1930, 1935